# 林宝金
林宝金（1964年3月—），男，汉族，福建平和人，中华人民共和国政治人物。中央党校经济管理专业毕业。曾任中共福建省委常委、福州市委书记。现任福建省人大常委会副主任、党组副书记。

## 生平
1985年8月参加工作，1991年6月加入中国共产党。曾任福建省人民政府办公厅工交基建处副调研员，计划基建体改处副处长、处长。2005年7月，任福建省政府办公厅副主任、党组成员。2007年8月，任福建省政府副秘书长。2008年5月，任福建省经贸委党组副书记、副主任，福建省国资委党组副书记、副主任。2011年12月，任中共南平市委委员、常委、副书记。2012年1月，当选南平市市长。2016年7月，不再担任中共南平市委副书记。2016年8月，任中共莆田市委书记。2019年9月，任福建省人民政府副省长、党组成员。2020年9月，任福建省委常委、福州市委书记，兼福州新区党工委书记。2022年1月，不再兼任福州新区党工委书记、委员职务。2024年1月，林氏当选为福建省人大常委会副主任。2024年5月，卸任中共福州市委书记。
2013年，当选第十二届全国人民代表大会福建地区代表。